# Мілан Дворжак
Мілан Дворжак (чеськ. Milan Dvořák, 19 листопада 1934, Прага — 21 липня 2022) — чехословацький футболіст, що грав на позиції півзахисника, зокрема, за клуб «Дукла» (Прага), а також національну збірну Чехословаччини.
Семиразовий чемпіон Чехословаччини. Чотириразовий володар кубка Чехословаччини.

## Клубна кар'єра
У футболі дебютував 1952 року виступами за команду «Спартак Прага Сталінград», в якій провів два сезони.
Своєю грою за цю команду привернув увагу представників тренерського штабу клубу «Дукла» (Прага), до складу якого приєднався 1954 року. Відіграв за празьку команду наступні шістнадцять сезонів своєї ігрової кар'єри.
Протягом 1970—1971 років захищав кольори клубу «Спартак» (Влашим).
Завершив ігрову кар'єру у команді «Вікторія» (Жижков), за яку виступав протягом 1971 року.

## Виступи за збірну
1952 року дебютував в офіційних матчах у складі національної збірної Чехословаччини. Протягом кар'єри у національній команді провів у її формі 13 матчів, забивши 3 голи.
У складі збірної був учасником чемпіонату світу 1958 року у Швеції, де зіграв з Північною Ірландією (0-1), ФРН (2-2), Аргентиною (6-1) і знову проти Північної Ірландії (1-2).

## Титули і досягнення

### Командні
- Чемпіон Чехословаччини (7):

«Дукла» (Прага): 1956, 1958, 1961, 1962, 1963, 1964, 1966
- Володар Кубка Чехословаччини (4):

«Дукла» (Прага): 1961, 1965, 1966, 1969

### Особисті
- Найкращий бомбардир чемпіонату Чехословаччини: 1956 (15 — разом з Віцеком)